# 島﨑俊隆
島﨑 俊隆（しまざき としたか、1963年〈昭和38年〉9月15日 - ）は、日本の警察庁技官。

## 来歴
神奈川県出身。東京大学大学院工学系研究科修了。1988年（昭和63年）4月、警察庁に入庁。警察通信の高度化、警察業務の情報化、コンピュータ犯罪の取り締まりに関心を持ったことが入庁の動機となり、当時通商産業省と郵政省も視野に入れていたが、結果的に出向で両省とも勤務する機会を得たと述懐している。
入庁後、通商産業省機械情報産業局情報処理システム開発課、中部管区警察局岐阜県通信部無線通信課長、郵政省電気通信局電波環境課課長補佐を経て、2001年（平成13年）2月、外務省在インドネシア日本国大使館一等書記官に就任。印パ危機に際して、政府チャーター機による在留邦人の待避オペレーション業務に従事した。その後、情報通信局通信施設課理事官、生活安全局情報技術犯罪対策課理事官、群馬県警察警務部長、警察大学校附属警察情報通信学校通信技術教養部長、交通局交通規制課交通管制技術室長、内閣官房内閣参事官兼内閣情報分析官、情報通信局情報管理課長、東北管区警察局総務監察・広域調整部長、東京都警察情報通信部長、警察大学校附属警察情報通信学校などを歴任。2020年東京オリンピック・パラリンピックの通信対策などに携わった。
2023年（令和5年）1月16日、警察庁長官官房技術総括審議官に就任。広島サミットの通信対策などを担当した。2024年（令和6年）3月29日、辞職。